# 永不落幕的前奏诗
《永不落幕的前奏詩》是日本minori公司於2015年2月27日發售的的戀愛冒險類型成人遊戲。

## 故事簡介
自從懂事起、少年・宮坂終就能夠不可抑制的感受到周圍的人的情感。大量的情感不受控制的流入自己體內，是相當痛苦難耐的。特別是人多的地方，例如、在載滿人的電車中。
某一天、終被在巴士上，遇見了無法讀取其感情的少女姫野永遠。
兩人充滿回憶的夏天，就此開始──

## 登場人物

### 主要角色
宮坂終
主角，能夠讀取他人感情的少年。在一定距離內所有其他人的感情都會踴向他，也因此他感到十分痛苦。
姫野永遠　配音：くすはらゆい（日本）
宮坂終的同級生。性格沉穩內斂、直言不諱。因為過去的某些原因，心中有一道牆，是終唯一無法讀取感情的人。
在結束真響線或是遙線其中一線後，會直接進入另一人路線，而兩人的路線都結束後將自動進入永遠線。
佐倉井真響　配音：春田花音（日本）
主角的青梅竹馬兼同班同學。自稱宅屬性，因為個性表裡如一，所以終可以與她相處很久。
都築遙　配音：日向美紅（日本）
主角的學妹。舉止優雅的大小姐，擅長說謊，使得終等人常常被她玩弄，連永遠也拿她沒轍。時常出入其他班級，校內沒有人不認識她，人氣極高。
雖然終可以讀取她的感情，但因為感情太過複雜，也因此有時候無法分辯她是否在說謊

### 次要角色
星河真希　配音：萌々葉（日本）
主角班上的班長。
天海靜　配音：戸倉藍莉（日本）
大主角一屆的學姊。
大地蒼太
主角的友人。

## 製作人員
- 原畫：柚子奈ひよ（日语：柚子奈ひよ）、sataりすく、水野早桜
- 劇本：鏡遊、御影、花見田ひかる、伝野てつ
- 音楽：天門

## 主題歌
OP「Cherish」
作詞：酒井伸和 / 作曲＆編曲：天門 / 歌：原田瞳
ED「prologue」
作詞：Ayumi. / 作曲＆編曲：柳英一朗 /歌：Astilbe x Arendsii
- 收錄CD：特典MAXI SINGLE『Cherish』

## 廣播劇
- 【ソレヨリノ前奏詩・Webラジオ】『ソレらじ』
- 放送時期：2015年1月30日 - 2015年4月10日、全10回。
- Personality：くすはらゆい（姫野永遠役）

客串
- 日向美紅（都築はるか役、第1、2、9、10回）
- 春田花音（佐倉井真響役、第3、4回）

## 評價
《永不落幕的前奏诗》在日本美少女游戏与动画相关商品销售网站Getchu.com的2015年2月销量榜上排名第2名；3月排名第13名；上半期排名第8名；全年排名第14名。

## 外部連結
- minori官方网站（日語）
- 《永不落幕的前奏诗》在視覺小說數據庫的頁面 （英文）